# Peć Mlini
Peć Mlini je zaselak u Drinovcima, u Općini Grude, BiH. Smješten je uz izvor rijeke ponornice Tihaljine. Rijeka izvire iz pećine podno 150 m visokih crvenkastih vapnenačkih stijena (Cvitanjskih stina) i teče niz manje slapove i brzace. Peć Mlini su prekrasno izletničko odredište. Od izvora Tihaljine nizvodno nekada je radilo 7 vodenica, mlinica pa je po tome naselje dobilo i ime. Tu se nalazi još izvora: Bartulovo vrilo, Jurića vrilo, Rašića vrilo, Modro oko, Nenač, a također i nekoliko manjih potoka: Jakšenica, Nezdravica i Dunaj.

## Povijest
Šire područje Peć Mlina prema povijesnim saznanjima bilo je naseljeno od najstarijih vremena – prapovijesti, rimskog perioda, kasne antike i srednjeg vijeka sve do našeg vremena. Iznad izvora nalazi se značajno arheološko nalazište Ravlića pećina. Poslužila je i kasnije jer su je u 18. i 19. stoljeću koristili hajduci toga kraja.

## Hidroelektrana
U Peć Mlinima se nalazi Hidroelektrana Peć Mlini. Ona koristi vode rijeke Vrljike koja u Peć Mlinima izvire kao Tihaljina i prirodnu visinsku razliku od 115 metara između predjela Nuga u Imotsko-bekijskom polju i strojarnica koje se nalaze u podnožju brda Petnik.